# Biserica „Sfântul Procopie” - Domnească din Gherghița
Biserica „Sfântul Procopie” - Domnească din Gherghița este un monument istoric aflat pe teritoriul satului Gherghița, comuna Gherghița. În Repertoriul Arheologic Național, monumentul apare cu codul 133438.